# 細貝理栄
細貝 理榮（ほそがい まさひで、1944年6月2日 - ）は、日本の実業家。第一屋製パン株式会社代表取締役社長を経て、同社代表取締役会長、同社取締役名誉会長、日本パン工業会副会長。父は第一屋製パン創業者の細貝義雄

## 人物・経歴
- 1967年 明治大学経営学部経営学科卒業、第一屋製パン入社。
- 1975年 第一屋製パン横浜工場長。
- 1977年 第一屋製パン取締役社長補佐。
- 1979年 第一屋製パン代表取締役専務。
- 1985年 第一屋製パン代表取締役社長[1]。
- 2011年 東日本大震災で被災した子供に、豊田通商と共同でポケモンパン1万個を提供[2]。
- 2014年 第一屋製パン代表取締役会長[3][4]。
- 2023年 第一屋製パン取締役名誉会長[5]。
- この間、日本パン工業会副会長も務めた[6]。